# Hugh van Cutsem
Hugh van Cutsem (21. Juli 1941 – 2. September 2013) war ein englischer Landbesitzer, Bankmanager, Geschäftsmann und Pferdezüchter.

## Leben
Hugh Bernard Edward van Cutsem wurde am 21. Juli 1941 geboren. Sein Vater, Bernard van Cutsem (1916–1975), war ein millionenschwerer Pferdetrainer und Züchter. Seine Mutter war Mary Compton. Die van Cutsems waren römisch-katholisch und flämischer Herkunft. Die Familie war im 19. Jahrhundert nach England zogen.
Er besuchte die Sunningdale School und das Ampleforth College, ein römisch-katholisches Internat in Ampleforth, North Yorkshire und absolvierte sein Studium an der University of Cambridge.

## Karriere
Van Cutsem arbeitete als Investmentbanker bei der Hambros Bank. Später gründete er sein eigenes Unternehmen und erwarb weitere Unternehmen, wie auch eine Lagerfirma.

## Erbe
Van Cutsem erbte 1976 von seinem Vater das Gestüt Northmore Farm in Exining, das in der Nähe von Newmarket in Suffolk liegt. Er besaß auch ein 4.000 Hektar großes Anwesen in Norfolk, das vor allem für seine privaten Jagdveranstaltungen bekannt war. 2001 hatte das Anwesen 35 Paare von Triele (Regenpfeifer), eine sehr seltene Vogelart. Zusätzlich besaß er noch ein Jagdhaus und Moorgebiet auf der North Yorkshire-Cumbrian Grenze. In den 1990ern verkaufte er die Farm seines Vaters in Exining und erwarb das Hilborough Anwesen, wo er seine Pferdezucht hin verlagerte. 1994 gewann er einen Country Landowners' Association Preis für die Restaurierung einer alten Scheune auf dem Hilborough Anwesen. Prince Charles war es, der den Preis überreichte.
Van Custem war ein Gründungsmitglied der Countryside Alliance, eine gemeinnützige Naturschutzorganisation. Er war ein wichtiger Spendensammler für den Game & Wildlife Conservation Trust und Vorsitzender des Countryside Business Trust. Van Custem wurde auch zum Council of the National Trust ernannt.

## Privatleben
Am 10. Juni 1971 heiratete er Emilie Quarles van Ufford in der Guards Chapel in Wellington Barracks. Emilie Quarles van Ufford wurde in den Niederlanden als Tochter von Jonkheer Pieter Quarles van Ufford geboren. Hugh und Emilie hatten vier Söhne.
- Edward Bernard Charles van Cutsem (geboren 1972) heiratete 2004 Lady Tamara Katherine Grosvenor, Tochter von Gerald Grosvenor, 6. Duke of Westminster und Natalia Grosvenor, Duchess of Westminster. Sie hatten zwei Söhne und eine Tochter.
  - Jake van Cutsem (geboren 2009)[7]
  - Louis van Cutsem (geboren 2012)
  - Isla van Cutsem (geboren 2015)
- Hugh Ralph van Cutsem (geboren 1974) heiratete 2005 Rose Nancy Longhorne Astor. Rose wurde als Tochter von David Waldorf Astor (der ein Enkel von Waldorf Astor, 2. Viscount Astor, ist) und Clare Pamela St. John geboren. Sie hatten drei gemeinsame Kinder.
  - Grace Emilie Clare van Cutsem (geboren 2007), die eines der Blumenmädchen bei der Hochzeit von Prinz William und Catherine Middleton war.
  - Rafe Michael Waldorf van Cutsem (geboren 2009)
  - Charles Hugh Valentine van Cutsem (geboren 2012)[8]
- Nicholas Peter Geoffrey van Cutsem (geboren 1977) heiratete am 14. August 2009 Alice C. Hadden-Paton, die als Tochter des Cavalry officer Nigel Hadden-Paton und als Schwester des Schauspielers Harry Hadden-Paton geboren wurde.[9]
- Florence van Cutsem (geboren 2014); war Brautjungfer bei der Hochzeit von Prinz Harry und Meghan Markle.[10]
- William Henry van Cutsem (geboren 1979)[11] besuchte das Ampleforth College[12] und heiratete am 11. Mai 2013 Rosanna Ruck-Keene. Er ist der Patenonkel von Prince George of Cambridge.[13][14]

Die Familie mietete für zehn Jahre Anmer Hall auf dem Sandringham-Anwesen der Königin in Norfolk. Später zogen sie in ein neo-palladianisches Landhaus, welches vom Architekten Francis Johnson in Hilborough entworfen wurde und sich auf ihrem Anwesen befand.
Als frommer römischer Katholik baute er in der Nähe seiner Hilborough-Residenz eine Kapelle für Familienanlässe mit Gastpredigern. Aber er nahm auch regelmäßig mit seiner Familie an der Messe in der Our Lady of Pity in Swaffham teil. 1993 wurde er zum Ritter des Souveränen Malteserorden ernannt.
Er war seit der Universität ein Freund von Charles, Prince of Wales. Sein Sohn Edward, dessen Pate Prince Charles war, war Page bei der Hochzeit von Charles, Prince of Wales, und Lady Diana Spencer 1981. Seine Enkeltöchter Grace van Cutsem und Florence van Cutsem waren Blumenmädchen bei der Hochzeit von Prince William und Catherine Middleton im Jahr 2011 bzw. bei der Hochzeit von Prince Harry und Meghan Markle im Jahr 2018.

## Beerdigung
Van Cutsem starb am 2. September 2013 im Alter von 72 Jahren. Seine Beerdigung fand in der Kathedrale von Brentwood statt und wurde von Thomas McMahon, dem Bischof von Brentwood, gehalten. Jeder seiner vier Söhne hielt eine Rede. Kardinal Cormac Murphy-O’Connor hielt die Lobesrede und der Chor sang ein „Pie Jesu“. An ihr nahmen teil Charles, Prince of Wales, seine Söhne William, Duke of Cambridge, und Prinz Harry, Duke of Sussex, seine Frau Camilla, Duchess of Cornwall, Andrew Parker Bowles, Richard, 2. Duke of Gloucester, Birgitte, Duchess of Gloucester, Hans-Adam II. von Liechtenstein, seine Frau Marie Kinsky von Wchinitz und Tettau, Ralph Percy, 12. Duke of Northumberland, Gerald Grosvenor, 6. Duke of Westminster, Natalia Grosvenor, Duchess of Westminster und Lady Tamara Grosvenor.